# Beschorneria wrightii
Beschorneria wrightii là một loài thực vật có hoa trong họ Măng tây. Loài này được Hook.f. mô tả khoa học đầu tiên năm 1901.